# Мартін Келлі
Ма́ртін Ро́нальд Ке́ллі (англ. Martin Ronald Kelly; нар. 27 квітня 1990 року, Вістон, Мерсісайд, Англія) — англійський футболіст, захисник збірної Англії та клубу «Вест-Бромвіч».

## Кар'єра
До академії клубу Мартін потрапив улітку 2007 року. В інтерв'ю офіційному сайту клубу розповів, що дуже радий зробити крок вгору, після того як 2 роки промучився з травмою спини . Під керівництвом Гарі Аблета виграв чемпіонат Прем'єр-ліги серед резервних команд, а потім кубок Даласа, забивши гол у фіналі.
У сезоні 2008/2009 потрапив до заявки першої команди. Дебютував в основний команд 9 грудня 2008 року в матчі групового етапу Ліги чемпіонів УЄФА сезону 2008/2009 проти «ПСВ», замінивши в кінці матчу капітана Каррагера .
У кінці березня 2009 року Келлі був відданий в оренду «Гаддерсфілд Таун», де він отримав схвальні відгуки й забив свій перший гол у професійному футболі. У кінці травня — початку червня зіграв усі матчі за збірну Англії U-19 у відборі до Чемпіонату Європи серед ровесників і отримав з командою путівку у фінальний етап в Україну. Рафаель Бенітес заявив, що після відходу з клубу Самі Гююпя, у Келлі з'явився шанс пробитися в першу команду .

## Досягнення
«Ліверпуль»
- Володар Кубка Футбольної Ліги: 2012
- Чемпіонат Прем'єр-ліги серед резервних команд: 2008
- Володар Кубка Даласа: 2008